# ناصر بجه‌یی
ناصر الدین بجه‌ای که به ناصر الدین شیرازی و ناصر بجه‌ای هم شهرت دارد، از شاعران پارسی‌گوی سده هفتم و اوایل سده هشتم هجری بود. تخلّص شعری او «ناصر» بود.
اصل او از «بجه» روستایی از قصبات رامجرد میان استان فارس و اصفهان بود و چون در شیراز سکونت داشت به شیرازی شهرت یافته‌است.
ناصر بجه‌ای از معاصران سعدی بوده‌است یعنی ظاهراً نزدیک به سی الی چهل سال از اواخر عمر سعدی در دوران حیات او بوده‌است و بنابراین دوران حیاتش مصادف بوده‌است با اواخر دوره اتابکان فارس یا سَلغُریان، و بعد از آنان در دوران استیلای حاکمان مغول بر آن سامان.
با آنکه ناصر از شاعران مشهور دوران خود بوده و دیوانش در قرن هشتم و نهم شهرت داشته و از آن منتخباتی در سفاین اشعار و جُنگ‌ها نقل شده، با این حال اطلاع ما از زندگی او کم است.
قدیمترین مأخذی که در آن از او یاد شده تاریخ گزیده نوشته حمدالله مستوفی در ۷۳۰ هجری قمری است. حمد اللّه می‌نویسد: «ناصر بجه، بجه دهی است از ولایت رامجرد فارس، و او معاصر شیخ سعدی شیرازی بود، اشعار نیک دارد»
امین احمد رازی نیز نوشته‌است که او معاصر سعدی بوده و با این حال مدعی است که وی «از منتسبان اتابک مظفرالدّین زنگی بوده» و چنان‌که می‌دانیم این اتابک یعنی «مظفّر الدین زنگی بن مودود» از سال ۵۵۸ تا ۵۷۱ بر فارس حکومت می‌کرد و در این مدت نه سعدی شیرازی بدنیا آمده بود و نه ناصر بجه‌ای. به‌هرحال امین احمد دربارهٔ ناصر گوید که «شعر کم از وی شهرت گرفته … و شعرش حدّ متوسط بوده» است.
مأخذ دیگری که در آن کمابیش با تفصیل بیشتر از ناصر بجه‌ای سخن رفته تذکره صحف ابراهیم اثر ابراهیم خلیل است. در این تذکره نام ناصر بجه‌ای در ردیف حرف نون بدین شرح آمده‌است:
«ناصر الدین بجه معاصر شیخ مصلح الدّین سعدیست. از فنون علوم بهره تمام داشته و با وجود کمالات ظاهری درویشی اختیار نموده در فقر و تجرید از بلندنامان شد و در طریق شاعری به‌مذاق تصوّف بیانی فصیح دارد. گویند در ابتدای حال که در شیراز به‌کسب علوم اشتغال داشت بر طبیب پسری منصور نام عاشق گردید و مدتی درین شغل بسر برد اما بعد از استکمال مرتبه عشق مجازی در وسط جوانی بطریق صوفیه میل نمود. در علم تصوّف و ضبط مسائل توحید چند رساله متین دارد. وفاتش در سال هفتصد و پانزده (۷۱۵ ه) بوده، در شیراز به‌مصلا مدفونست».
سعید نفیسی شرح مختصری دربارهٔ ناصر بجه‌ای آورده. و پس از اسم و شهرت او و تأیید معاصر بودنش با سعدی و غزلسرایی وی و اقامتش در شیراز گفته‌است که «از احوال وی جزین چیزی بدست نیست» و «از غزلیات او جز اندکی چیزی نمانده‌است» ولی بعد در شرح شاعری بنام «ناصر» از شعرای قرن هفتم نوشته‌است که: «تنها اثری که ازو هست فتوت‌نامه منظومی‌ست تقریباً در ۷۰۰ بیت بر وزن شیرین و فرهاد وحشی که در ۶۸۹ بپایان رسانیده‌است و شاید وی همان ناصر بجه‌ای سابق‌الذکر باشد.

## اشعار
هر چند از اشعار ناصر بجه‌ای نمونه‌های چندانی باقی نمانده و دیوانش در دست نیست، اما خوشبختانه مقداری موجود است که می‌توان دیوانچه‌ای از آن ترتیب داد.
در هفت اقلیم، اثر امین احمد رازی، غزلی از او نقل شده و در مونس الاحرار نه غزل و در جنگی مورّخ به تاریخ هشتصد و بیست و اندی، گرد آورده عبد الحیّ نامی در ماردین، و محتوی مطالب متنوّع گوناگون که در کتابخانه مرکزی دانشگاه به‌شماره (ف ۱۶۱۲) محفوظست یک غزل و یک رباعی، و در مجموعه‌ای متعلق به کتابخانه ایا صوفیا که میکرو فیلم آن به‌شماره (ف ۱۰۸) در کتابخانه مرکزی و مرکز اسناد دانشگاه تهران نگهداری می‌شود. یک ترجیع‌بند در هشت برگ شامل یکصد و هفتاد و شش بیت، و در یک جنگ اشعار فارسی که حاوی سخنان منتخب متعددی از شعرای معروف است نیز اشعاری از او دیده می‌شود.

## شیوه
سخن ناصر بجه‌ای در همه اشعار به‌جا مانده بسیار روان و به‌ویژه در غزل‌های به‌شیوه‌ای ساده و با لطافت بسیار و حاوی مضمون‌های دلپذیر است. لحن گفتار او بیشتر به‌شاعران مشرق ایران پیش از قرن هفتم هجری متمایل است. در غزل‌های وی علاوه بر مضامین عشقی گاه به‌معانی عرفانی برمی‌خوریم و برخی از غزل‌های او در جواب غزل‌های مولوی ساخته شده‌است.

## نمونه اشعار
| گر در دل بی‌مهرش یک ذره وفا بودی       |  | انصاف درین عالم همتاش کجا بودی    |
| گر چشم کَرَم گَه‌گَه بر حال منش بودی       |  | جان در قدمش کردن حقّا که روا بودی  |
| گر طالع سعد ما ما را مددی دادی        |  | آن شمع بتان دایم در مجلس ما بودی  |
| گر تَرکِ خطا کردی ای تُرکِ خطا چشمت       |  | جز مهر تو ورزیدن حقّا که خطا بودی  |
| گر نرگس سرمستت در من نظری کردی        |  | چون زلف تو حال من آشفته چرا بودی  |
| گر ز اشک نگشتی سرخ این روی زراندودم   |  | بر عشق خَطِ سبزت زَردیش گُوا بودی     |
| گر ز آنکِ شبی دادی سلطان خیالت بار     |  | این درد مرا الحق امیدِ دوا بودی    |
| جز من بوصال تو پیروز نگشتی کس         |  | گر عاشق بی‌دل را تأثیر دعا بودی    |
| گر هیچ طلب کردی وصل تو بها از ما      |  | محصول دو کَون آنرا یک نیم بها بودی |
| گر معتزلی دیدی نور رخ چون ماهت        |  | در مذهب او بی‌شک اثبات روا بودی    |
| ور ز آنکه زدی لعلت بر هر دو جهان عکسی |  | بنیاد دو عالم را امکان بقا بودی   |
| بر چون تو جهانسوزی عاشق نشدی ناصر     |  | گر عاشقی ای دلبر نَز حکمِ خدا بودی  |

## تخلّص
وی تخلّص خود را در همه اشعارش «ناصر» آورده و در یکی از ابیات بنام خویش یعنی «ناصر الدین» اشاره کرده‌است